# 와타나베 쿠미코
와타나베 쿠미코(일본어: 渡辺 久美子 わたなべ くみこ[*])는 일본의 여성 성우이자 배우이다. 2018년 3월 까지는 아트비전 소속이었고 현재 시그마 세븐 소속이다. 남편은 성우 츠지타니 코지이다.

## 출연작

### TV 애니메이션
1985년
- 무사시의 검(야마와키)

1986년
- 기동전사 건담 ZZ(밀레엄, 비트, 아이)
- 메존일각
- 우주선 사지타리어스

1987년
- 작은 아씨들(토머스 킹)

1988년
- 날아라 호빵맨(이쿠라 공주)
- 미스터 아짓코(소년)
- 사무라이 트루퍼(야마노 준)
- 초음전사 보그맨(모모키 토오루)

1989년
- 모모타로 전설 PEACHBOY LEGEND(킨타로)
- 슈퍼 그랑죠(틴보챤)
- 요술 망아지 브링크(담당자, 데네브, 아이 A, 쟝)

1990년
- 용자 엑스카이저(호시카와 코타)

1991년
- 콤콤보이 와프로만(워프로)

1992년
- 금발의 제니(헬렌)
- 날아라 호빵맨(콘타)
- 테카맨 블레이드(랄프)

1993년
- 기동전사 V 건담(카테지나 루스)
- 무카무카 파라다이스(시카타니 우이바)
- 닌자보이 란타로(미나모토 킨고)

1994년
- 닌자보이 란타로(고양이, 여닌자 B)
- 도라에몽(남자아이, 미이쨩 (3대), 선생님, 여자아이 등)
- 몬타나 존스(아메드)

1995년
- 꾸러기 수비대(피터팬)
- 날아라! 이사미(7호/카라스마 히로코)
- 미소녀전사 세일러문 SS(쥰쥰 (슈슈))
- 보노보노(보노보노)
- 사랑은 정말
- 아따아따(나카가와 다이 (철수))

1996년
- 기동신세기 건담 X(유리나, 사노하라)
- 명탐정 코난(오가와 유타)
- 신의 괴도 잔느(켄타)
- 심술궂은 할머니(츠토무)
- 우리는 챔피언(J, 아이 B)
- 우주에서 온 모자코(타마코)

1997년
- 우주여행사 야트(호시와타리 하루카)

1998년
- 브레인 파워드(이사미 이이코, 쿠마조)
- 신비한 마법 판판판마시 (나오미, 마네, 지르모)
- 여기봐! 미이코(료헤이의 엄마, 시무라 마리)
- 우리는 챔피언(이치몬지 고우키 (강태풍))
- 헬리터콥쨩 (푸쨩)

1999년
- 조이드 -ZOIDS-(뭄베이)
- 커렉터 유이(에코)

2000년
- 삐뽀빠뽀 파토루군(레이)
- 육문천회 몬코레 나이트(아헬로팬테)
- 이누야샤(싯포)

2001년
- 기겁인간 바토시러(츠치와라시/츠칭코/슈퍼 츠칭코, 아카리)
- 딱따구리(딱따구리)
- 샤먼킹(모스케 (어릴 때))

2002년
- 디지몬 프론티어(히미 토모키 (진가람)/차크몬/블리자몬, 가미하라 신야)
- 아따맘마(엄마)

2003년
- 갓슈벨(남동생, 사우저, 알룸)
- 고스트 바둑왕(이소베 히데키)
- 내일의 나쟈(마리오)
- 다카하시 루미코 극장(히로오카 리츠코)
- 똑바로 가자
- 록맨 에그제AXESS(히카와 토오루)
- 원더 베비루군(텐치)
- 플라네테스(클레어 론드)

2004년
- SAMURAI 7(호노카)
- 개구리 중사 케로로(케로로 중사)
- 닌자보이 란타로(소우코 (2대))
- 록맨 에그제Stream(히카와 토오루)
- 선생님의 시간(마츠모토 린다)
- 암굴왕

2005년
- GUN×SWORD(캐서린)
- 두 사람은 프리큐어 Max Heart(시바타 유지)
- 록맨 에그제BEAST(히카와 토오루)
- 방가방가 햄토리(모구루군)
- 사모님은 마법소녀(사카노 미키)

2006년
- 파워퍼프걸Z(롯드)
- 록맨 에그제BEAST+(히카와 토오루)
- 실크로드 소년 유토(버니)
- 원피스(후쿠로)

2007년
- Yes! 프리큐어5(나츠키 유우)
- 러키☆스타(11화·13화 예고 내레이션, 점원 2)
- 방가방가 햄토리 하~이!(모구루군)
- 체포하라 풀 스로틀(란디, 토라노스케, 하몬드)
- 포켓몬스터 DP(이사키)

2008년
- Yes! 프리큐어5 GoGo!(나츠키 유우)
- 닌자보이 란타로(손님, 아기, 여닌자)

2009년
- 괴담 레스토랑(사신)
- 샹그리라(크라시스 룻츠)
- 이누야샤 완결편(싯포)
- 프레시 프리큐어!(제프리)

2010년
- WORKING!!(시라후지 쿄코)

2011년
- UN-GO(사사키 후미히코)
- WORKING!!(시라후지 쿄코)
- 닌자보이 란타로
- 도라에몽(에도시대의 수달)
- 디지몬 크로스워즈(가무드라몬/아레스타드라몬)
- 스위트 프리큐어♪(디바)

2012년
- 도라에몽(꼬마 스핑크스)
- 디지몬 크로스워즈(차크몬)
- 파이·브레인 신의 퍼즐 제2시리즈(이브)

2013년
- 두근두근! 프리큐어(레지나)
- 타마코 마켓(미츠무라 후미코)

2015년
- WORKING!!(시라후지 쿄코)

날짜 불명
- 뽀롱뽀롱 뽀로로(뽀로로)

### 극장판
2003년
- 극장판 아따맘마 (엄마)

2006년
- 개구리 중사 케로로 - 최종병기 키루루 (케로로)

2007년
- 개구리 중사 케로로 스페셜 (케로로)

2008년
- 케로로 더 무비: 케로로 VS 케로로 천공대결전 (케로로, 다크 케로로)

2009년
- 케로로 더 무비: 드래곤 워리어 (케로로)

2010년
- 케로로 더 무비: 기적의 사차원섬 (케로로)

2011년
- 극장판 아따맘마 엄마는 초능력자 (엄마)

2020년
- 짱구는 못말려 극장판: 신혼여행 허리케인 ~사라진 아빠~ (가오 코스기)